# Ivan Verberckt
Ivan Verberckt (Niel, 4 ottobre 1962) è un ex cestista belga.

## Carriera
Con il Belgio ha disputato i Campionati europei del 1993.